# Владислав Герцегович Косача
Владислав Герцегович Косача (босн. Vladislav Hercegović Kosača; 1426/1427-1489) — останній герцог Святого Сави з роду Косачів.

## Біографія
Старший син Стефана Вукчича Косача (1404—1466), великого воєводи Хума, герцога Хума та герцога Святого Сави, від першого шлюбу з Оленою Балшич.
З 1453 року Владислав перебував на службі Османської імперії, Венеційської республіки та Угорського королівства. Король Угорщини Матвій Корвін подарував йому у володіння хорватські фортеці Велика-Калиник і Малі-Калини біля міста Крижевці.
У 1466 році після смерті свого батька Стефана Вукчича, Владислав Герцегович успадкував його володіння та титул герцога Святого Сави. У 1469 році він змушений був визнати васальну залежність від Османської імперії.
Як васал османського султана Мехмеда II Фатіха Владислав Косача брав участь у взятті міста Почітель на річці Неретві в 1472 році і в боях проти роду Влатковичів у цій області.
Пізніше Владислав Герцеговіч відмовився платити данину Османській імперії і визнавати себе васалом османського султана. У 1480 році османська армія вторглася в Герцеговину, Владислав зазнав поразки від османів і втік у Херцег-Нові. У 1483 році османи (під командуванням брата Стефана) захопили Херцег-Нові, а Владислав відступив на острів Раб, що належав венеційцям. У 1489 році Владислав Герцегович помер на острові Раб. Його сини Петар та Владислав носили титул «герцог Святого Сави» тільки номінально.

## Родина
З 1453/1454 року Владислав Герцегович був одружений з Анною Кантакузін, однієї з п'яти дочок візантійського аристократа та авантюриста Георгія Палеолога Кантакузіна. Зберігся лист від 5 квітня 1455 року, в якому король Неаполітанський та Арагонський Альфонсо V Великодушний вітає герцога Стефана Вукчича Косача з одруженням двох його синів: один узяв в дружини племінницю деспота Сербії (Анну Кантакузін), а інший — сестру графа Циллі. Через деякий час Владислав Герцегович відправив дружину Анну з сином Балшею та племінницею Марою на проживання у Рагузьку республіку.
Його молодший брат Стефан Герцегович Косача (1455—1517), прийняв іслам в 1470 році та став відомий як Герсеклі Ахмед-паша. При трьох султанах він п'ять разів ставав великим візиром Османської імперії.